# 리투아니아의 지방자치체
리투아니아의 지방자치체(리투아니아어: savivaldybė, 복수형 savivaldybės)는 10개 주(리투아니아어: apskritis, 복수형 apskritys) 다음에 해당하는 리투아니아의 2단계 행정 구역이다. 리투아니아에는 60개 지방자치체가 있는데 7개 도시, 43개 구, 10개 시로 구성되어 있다.
소련이 해체되기 이전에 리투아니아의 행정 구역은 44개 구, 12개 도시, 80개 시, 19개 정착촌, 426개 농촌으로 구성되어 있었다. 리투아니아의 행정 구역 개혁은 소련에서 독립한 리투아니아 정부의 즉각적인 관심사로 여겨졌다. 1992년에는 리투아니아 의회가 리투아니아 헌법 제정을 계기로 행정 구역 개편에 착수했다. 1993년에는 정부 대표에 관한 법률이 제정되었고 1994년에는 리투아니아의 행정 구역 단위와 경계에 관한 법률이 제정되었다. 1995년에는 리투아니아의 10개 주에 소속된 지방자치체가 성문화되었고 여러 차례의 변경 사항이 적용되면서 2000년에 60개 지방자치체가 형성되었다.

## 유형
리투아니아에는 3가지 유형의 지방자치체가 있다.
- 구형 지방자치체(리투아니아어: rajono savivaldybė): 리투아니아에는 구 양식을 띤 43개 지방자치체가 있다. 이는 소련 시대에 존재했던 군에 해당한다.
- 도시형 지방자치체(리투아니아어: miesto savivaldybė): 리투아니아에는 도시 양식을 띤 7개 지방자치체가 있다. 이 가운데 6개는 대도시를 형성하고 있는데 클라이페다시를 제외한 5개 지방자치체는 해당 지방자치체의 행정 중심지가 위치한다. 또한 주변 농촌 지방자치체의 행정 중심지이기도 하다.
- 시형 지방자치체(리투아니아어: savivaldybė): 2000년에 실시된 지방자치체 개편에 따라 일반 시 양식을 띤 10개 지방자치체가 신설되었다. 네링가시는 이전에 단순한 지방자치체였다.

클라이페다구(행정 중심지: 가르그주다이), 아크메네구(행정 중심지: 나우요이아크메네), 네링가시(행정 중심지: 니다)를 제외한 모든 지방자치체의 이름은 행정 중심지 이름을 따서 명명되었다. 이들 지방자치체는 500개 이상의 장로구(리투아니아어: seniūnija)로 나뉜다.
| 1 – 빌뉴스시 2 – 카우나스시 3 – 클라이페다시 | 4 – 파네베지스시 5 – 샤울랴이시 6 – 알리투스시 | 7 – 비르슈토나스시 8 – 팔랑가시 9 – 비사기나스시 10 – 네링가시 |

## 지방자치체 목록
| 문장 | 지방자치체 (유형)     | 주           | 행정 중심지      | 면적 (km2) | 인구 (명, 2015년 기준) | 인구 밀도 (명/km2, 2015년 기준) |
| ---- | --------------------- | ------------ | ---------------- | ---------- | ---------------------- | ------------------------------- |
|      | 아크메네구 (구)       | 샤울랴이주   | 나우요이아크메네 | 844        | 21,332                 | 25.3                            |
|      | 알리투스시 (도시)     | 알리투스주   | 알리투스         | 40         | 55,614                 | 1,390.4                         |
|      | 알리투스구 (구)       | 알리투스주   | 알리투스         | 1,403      | 27,126                 | 19.3                            |
|      | 아닉슈차이구 (구)     | 우테나주     | 아닉슈차이구     | 1,764      | 26,393                 | 15.0                            |
|      | 비르슈토나스시 (시)   | 카우나스주   | 비르슈토나스     | 122        | 4,371                  | 35.8                            |
|      | 비르자이구 (구)       | 파네베지스주 | 비르자이구       | 1,476      | 25,937                 | 17.6                            |
|      | 드루스키닝카이시 (시) | 알리투스주   | 드루스키닝카이   | 453        | 20,728                 | 45.8                            |
|      | 엘렉트레나이시 (시)   | 빌뉴스주     | 엘렉트레나이     | 509        | 24,164                 | 47.5                            |
|      | 이그날리나구 (구)     | 우테나주     | 이그날리나       | 1,441      | 16,806                 | 11.7                            |
|      | 요나바구 (구)         | 카우나스주   | 요나바           | 943        | 43,875                 | 46.5                            |
|      | 요니슈키스구 (구)     | 샤울랴이주   | 요니슈키스       | 1,151      | 23,807                 | 20.7                            |
|      | 유르바르카스구 (구)   | 타우라게주   | 유르바르카스     | 1,506      | 28,162                 | 18.7                            |
|      | 카이샤도리스구 (구)   | 카우나스주   | 카이샤도리스     | 1,087      | 31,915                 | 29.4                            |
|      | 칼바리야시 (시)       | 마리얌폴레주 | 칼바리야         | 440        | 11,486                 | 26.1                            |
|      | 카우나스시 (도시)     | 카우나스주   | 카우나스         | 157        | 301,357                | 1,919.5                         |
|      | 카우나스구 (구)       | 카우나스주   | 카우나스         | 1,495      | 88,396                 | 59.1                            |
|      | 카즐루루다시 (시)     | 마리얌폴레주 | 카즐루루다       | 555        | 12,494                 | 22.5                            |
|      | 케다이냐이구 (구)     | 카우나스주   | 케다이냐이       | 1,677      | 49,939                 | 29.8                            |
|      | 켈메구 (구)           | 샤울랴이주   | 켈메             | 1,705      | 29,559                 | 17.3                            |
|      | 클라이페다시 (도시)   | 클라이페다주 | 클라이페다       | 99         | 156,141                | 1,577.2                         |
|      | 클라이페다구 (구)     | 클라이페다주 | 가르그주다이     | 1,340      | 52,831                 | 39.4                            |
|      | 크레팅가구 (구)       | 클라이페다주 | 크레팅가         | 989        | 39,758                 | 40.2                            |
|      | 쿠피슈키스구 (구)     | 파네베지스주 | 쿠피슈키스       | 1,080      | 18,678                 | 17.3                            |
|      | 라즈디야이구 (구)     | 알리투스주   | 라즈디야이       | 1,306      | 20,813                 | 15.9                            |
|      | 마리얌폴레시 (시)     | 마리얌폴레주 | 마리얌폴레       | 755        | 58,027                 | 76.9                            |
|      | 마제이캬이구 (구)     | 텔샤이주     | 마제이캬이       | 1,219      | 55,441                 | 45.5                            |
|      | 몰레타이구 (구)       | 우테나주     | 몰레타이         | 1,367      | 19,233                 | 14.1                            |
|      | 네링가시 (시)         | 클라이페다주 | 니다             | 90         | 2,879                  | 32.0                            |
|      | 파게갸이시 (시)       | 타우라게주   | 파게갸이         | 536        | 8,711                  | 16.3                            |
|      | 파크루오이스구 (구)   | 샤울랴이주   | 파크루오이스     | 1,315      | 21,555                 | 16.4                            |
|      | 팔랑가시 (도시)       | 클라이페다주 | 팔랑가           | 79         | 15,379                 | 194.7                           |
|      | 파네베지스시 (도시)   | 파네베지스주 | 파네베지스       | 50         | 95,202                 | 1,904.0                         |
|      | 파네베지스구 (구)     | 파네베지스주 | 파네베지스       | 2,177      | 37,173                 | 17.1                            |
|      | 파스발리스구 (구)     | 파네베지스주 | 파스발리스       | 1,289      | 26,213                 | 20.3                            |
|      | 플룽게구 (구)         | 텔샤이주     | 플룽게           | 1,105      | 36,052                 | 32.6                            |
|      | 프리에나이구 (구)     | 카우나스주   | 프리에나이       | 1,032      | 28,181                 | 27.3                            |
|      | 라드빌리슈키스구 (구) | 샤울랴이주   | 라드빌리슈키스   | 1,634      | 39,043                 | 23.9                            |
|      | 라세이냐이구 (구)     | 카우나스주   | 라세이냐이       | 1,573      | 35,013                 | 22.3                            |
|      | 리에타바스시 (시)     | 텔샤이주     | 리에타바스       | 586        | 8,096                  | 13.8                            |
|      | 로키슈키스구 (구)     | 파네베지스주 | 로키슈키스       | 1,806      | 32,191                 | 17.8                            |
|      | 스쿠오다스구 (구)     | 클라이페다주 | 스쿠오다스       | 911        | 18,498                 | 20.3                            |
|      | 샤캬이구 (구)         | 마리얌폴레주 | 샤캬이           | 1,454      | 30,321                 | 20.9                            |
|      | 샬치닝카이구 (구)     | 빌뉴스주     | 샬치닝카이       | 1,493      | 32,705                 | 21.9                            |
|      | 샤울랴이시 (도시)     | 샤울랴이주   | 샤울랴이         | 81         | 104,569                | 1,291.0                         |
|      | 샤울랴이구 (구)       | 샤울랴이주   | 샤울랴이         | 1,807      | 41,767                 | 23.1                            |
|      | 실랄레구 (구)         | 타우라게주   | 실랄레           | 1,188      | 24,869                 | 20.9                            |
|      | 실루테구 (구)         | 클라이페다주 | 실루테           | 1,714      | 41,814                 | 24.4                            |
|      | 시르빈토스구 (구)     | 빌뉴스주     | 시르빈토스       | 906        | 16,333                 | 18.0                            |
|      | 슈벤초니스구 (구)     | 빌뉴스주     | 슈벤초니스       | 1,691      | 25,719                 | 15.2                            |
|      | 타우라게구 (구)       | 타우라게주   | 타우라게         | 1,179      | 41,341                 | 35.1                            |
|      | 텔샤이구 (구)         | 텔샤이주     | 텔샤이           | 1,439      | 43,922                 | 30.5                            |
|      | 트라카이구 (구)       | 빌뉴스주     | 트라카이         | 1,207      | 33,437                 | 27.7                            |
|      | 우크메르게구 (구)     | 빌뉴스주     | 우크메르게       | 1,395      | 36,919                 | 26.5                            |
|      | 우테나구 (구)         | 우테나주     | 우테나           | 1,230      | 40,454                 | 32.9                            |
|      | 바레나구 (구)         | 알리투스주   | 바레나           | 2,216      | 23,528                 | 10.6                            |
|      | 빌카비슈키스구 (구)   | 마리얌폴레주 | 빌카비슈키스     | 1,262      | 39,465                 | 31.3                            |
|      | 빌뉴스시 (도시)       | 빌뉴스주     | 빌뉴스           | 400        | 542,626                | 1,356.6                         |
|      | 빌뉴스구 (구)         | 빌뉴스주     | 빌뉴스           | 2,129      | 95,620                 | 44.9                            |
|      | 비사기나스시 (시)     | 우테나주     | 비사기나스       | 58         | 20,249                 | 349.1                           |
|      | 자라사이구 (구)       | 우테나주     | 자라사이         | 1,331      | 17,035                 | 12.8                            |

## 같이 보기
- 리투아니아의 주
- ISO 3166-2:LT

### 내용주
1. 1 2 3 4 5  이러한 지방자치체의 행정 중심지는 해당 지방자치체 외부에 있다.

### 참고주
1. ↑  《Conference on Local and Regional Authority Co-operation in the Baltic Sea Area: proceedings, Kaunas, Lithuania, 21-23, April 1999》. 유럽 평의회. 2000년 1월. 9쪽. ISBN 978-92-871-4538-3. 2011년 2월 16일에 확인함.
2. ↑  Jolanta Vaičiūnienė (2008년 11월 14일). “The Administrative–Territorial Reform in Lithuania: History and Today” (PDF). 유럽 평의회. 2011년 2월 16일에 확인함.
3. ↑  Local Economic and Employment Development (Program); Organisation for Economic Co-operation and Development (2007년 4월). 《Baltic partnerships: integration, growth and local governance in the Baltic Sea Region》. OECD Publishing. 75쪽. ISBN 978-92-64-02928-6. 2011년 2월 23일에 확인함.
4. ↑  지방자치체의 행정 중심지와 문장은 리투아니아 통계청에서 제공한다. Alytus town municipality 보관됨 2011-05-26 - 웨이백 머신
5. 1 2 3  “Area (land) at the beginning of the year, Population density at the beginning of the year, Resident population at the beginning of the year”. 《리투아니아 통계청》. 2016년 2월 4일에 확인함.

틀:리투아니아의 지방자치체